# Jean-Baptiste Krumpholz
Jean-Baptiste Krumpholz (eredeti neve: Jan Křtitel Krumpholtz) (Budenice, 1742. május 8. – Párizs, 1790. február 19.) cseh hárfás és zeneszerző.

## Élete
Zenész családba született a csehországi Zlonice közelében. Anyja hárfás, apja szegény oboista és karmester volt Kinský gróf szolgálatában. Első zenei leckéit szüleitől kapta. Bátyja, Václav Krumpholtz (?-1817) híres hegedűs, mandolinos és zeneszerző, Beethoven bensőséges barátja volt.
1758-ban a gróf Bécsbe küldte, hogy fejlessze a kürttudását. Az utasítás ellenére azonban hárfázni tanult. Egyes életrajzírók szerint Mathias Haydn (1699-1763), a híres zeneszerző apja tanította hárfázni. Mások szerint rövid ideig Párizsban Hochbucher-nél, a pedálos hárfa feltalálójának egyik rokonánál tanult. Mivel a kürtöt elhanyagolta, anyja rábeszélésére nem tért haza a grófi szolgálatba, hanem egy zenekarral előbb Hollandiába, majd Párizsba ment, ahol Simon Hochhaus királyi hárfásnál tanult. 1771-ben hazatért és sikeres hárfakoncerteket adott Prágában. Václav Pichl (1741-1805) hegedűs és František Xaver Dušek (1731-1799) zongorista ajánlására 1772-ben meghívást kapott Bécsbe, a Burgtheaterbe is. Itt Joseph Haydn (1732-1809) is hallotta, aki szólóhárfás meghívást járt ki neki Esterházy Miklós herceg udvari zenekarába. Az együttesnek 1773 és 1776 között volt a tagja, közben Haydntől zeneszerzést tanult.
Haydn biztatására 1776-ban Németországba és Franciaországba ment hangversenyezni. Nevét ekkoriban változtatta meg a németes hangzású Johann Baptist Krumpholtz-ra. Útját Metzben megszakította, mert megismerkedett Christian Steckler német hangszerkészítővel, akinek hárfaműhelyében hat hónapon át dolgozott. Steckler kérésére tanítványának fogadta lányát, Anne-Marie Stecklert (1755-1812). Mivel a kislány rendkívül tehetségesnek mutatkozott, ezért 1777-ben magával vitte Párizsba tanulni.
Párizsban újra nevet változtatott és 1778-ban feleségül vette Marguerite Gilbertet, egy helyi hárfakészítő lányát. 1779-ben a nevezetes karácsonyi Concert Spirituel alkalmával Anne-Marie-val nagy sikerű bemutatkozó koncertet adott saját kompozícióiból. Hamarosan összeismerkedett Jean-Henri Nadermannal (1735-1799), a korszak egyik legnagyobb hárfakészítőjével, akivel együtt fejlesztették ki a 8, illetve 9 pedálos hárfát. 1783-ban született meg fia, Pierre Joseph Victor Krumpholz, aki később szintén neves hárfás és hárfatanár lett. Felesége azonban belehalt a gyermekszülésbe. Ekkor megkérte Anne-Marie kezét, aki időközben betöltötte a házassághoz szükséges életkort. Három gyermekük született. Gyakran koncerteztek együtt, és mindketten ismertek és népszerűek voltak egész Párizsban.
Házasságuk azonban nem volt boldog. 1788-ban Anne-Marie Londonba szökött Jan Ladislav Dussek (1760-1812) zongoristával. Krumpholz megpróbált továbbdolgozni, de néhány hónap alatt összetört és öngyilkos lett, a jeges Szajnába vetette magát. A sors fintora volt, hogy az új pár Londonban ugyan sikeres hárfa-zongora duót alkotott, Dussek 1792-ben mégis elhagyta Anne-Marie-t. Sophia Corrit vette el, aki ugyancsak hárfás, továbbá zongorista és énekes volt.

## Munkássága
Krumpholz korának egyik legnagyobb hárfása és hárfás zeneszerzője volt, aki a hangszer fejlesztésében is elévülhetetlen érdemeket szerzett. Kiválóan játszott kürtön, oboán, hegedűn és brácsán is.
Mint szólóhárfás és zeneszerző több új virtuóz technikát alakított ki. B-dúr hárfaversenyében (op. 7) például ő adott először a jobb kéznek szólisztikus feladatot. Vernillat szerint az 1773 előtt Prágában írt hárfaversenyét, majd a Bécsben 1777-ben írt további három hárfaversenyét Mozart is ismerhette, és talán hatottak az ő fuvola-hárfaversenyére is. Műveit Párizsban Cousineau hárfakészítő adta ki. Egyik művét Madame de Genlisnek, a korszak híres hárfásának ajánlotta. Hárfaiskolái, etűdjei  a mai hárfaoktatásban is jelentős szerepet kapnak.
Számos kiváló tanítványa között volt Nadermann fia, Francois Joseph Nadermann is, akiből híres hárfavirtuóz lett, Dussek és Nicolas-Charles Bochsa is ajánlott neki zenét.
Jó kapcsolatokat ápolt hárfakészítőkkel, például a Naderman-, Érard- és Cousineau-családokkal. 1783-ban Nadermann-nal kidolgozta a nyolcpedálos, tompítópedállal felszerelt hárfát. 1786-ban egy kilencedik pedált is szereltek a hangszerre, ennek a feladata a kiáramló hang javítása volt redőnyök segítségével. A hangszert 1787-ben mutatták be a Francia Akadémiának. Anne-Marie az ő erre az alkalomra írt szerzeményeit játszotta. Időközben mindkét találmány eltűnt, a mai hárfások már nem használják. Beat Wolf és mások szerint innen ered, hogy a rezonátortest hátuljára kerültek a lyukak, melyek korábban elől, a rezonátorlapon kaptak helyet. Az általa tervezett hárfák rezonánslapját híresen szép képekkel díszítette, legnevezetesebb a III. Ramszesz korabeli egyiptomi mintával megfestett hárfa.

## Külső hivatkozások
- Francia nyelvű biográfia rövid életrajzzal
- J. B. Krumpholz - Answer.com by Joseph Stevenson, Rovi
- Jean Baptiste Krumpholz (1742-1790) HarpPost